# Александріна Прусська (1842—1906)
Александрі́на Пру́сська (нім. Alexandrine von Preußen), повне ім'я Фредеріка Вільгельміна Луїза Єлизавета Александріна Прусська (нім. riederike Wilhelmine Luise Elisabeth Alexandrine von Preußen, 1 лютого 1842 — 26 березня 1906) — прусська принцеса з династії Гогенцоллернів, донька принца Пруссії Альбрехта та нідерландської принцеси Маріанни, дружина принца Вільгельма Мекленбург-Шверінського.

## Біографія
Александріна народилася 1 лютого 1842 року у Берліні. Вона була четвертою дитиною та третьою донькою в родині принца Пруссії Альбрехта та його першої дружини Маріанни Нідерландської. Своє ім'я новонароджена отримала на честь тітки з батьківського боку — принцеси Александріни Прусської, яка в той час була великою герцогинею Мекленбург-Шверіна. 
Дівчинка мала старшого брата Альбрехта та сестру Шарлотту. Ще одна сестра померла немовлям до її народження. Пруссією в цей час правив їхній дядько з батьківської лінії — Фрідріх Вільгельм IV, дядько з материнського боку, Віллем II, був королем Нідерландів.
Мешкала родина у палаці Принца Альбрехта на Вільгельмштрассе у Берліні.
Коли Александріні було три роки, матір пішла з родини. Вихованням дітей надалі займалася бездітна королева Єлизавета, яка ставилася до них як до рідних.
Існували плани щодо шлюбу Александріни із спадкоємцем британського престолу Альбертом. Сестра Альберта, Вікторія вважала Александріну «не надто вродливою та досить розумною». Принцеси товаришували, і в листі до матері, Вікторія відмічала, що Адді — «чудова дівчина, я захоплююся неюǃ». Також намагалася сприяти шлюбу Александріни із герцогом Кембриджським, однак цей союз також не був укладеним.

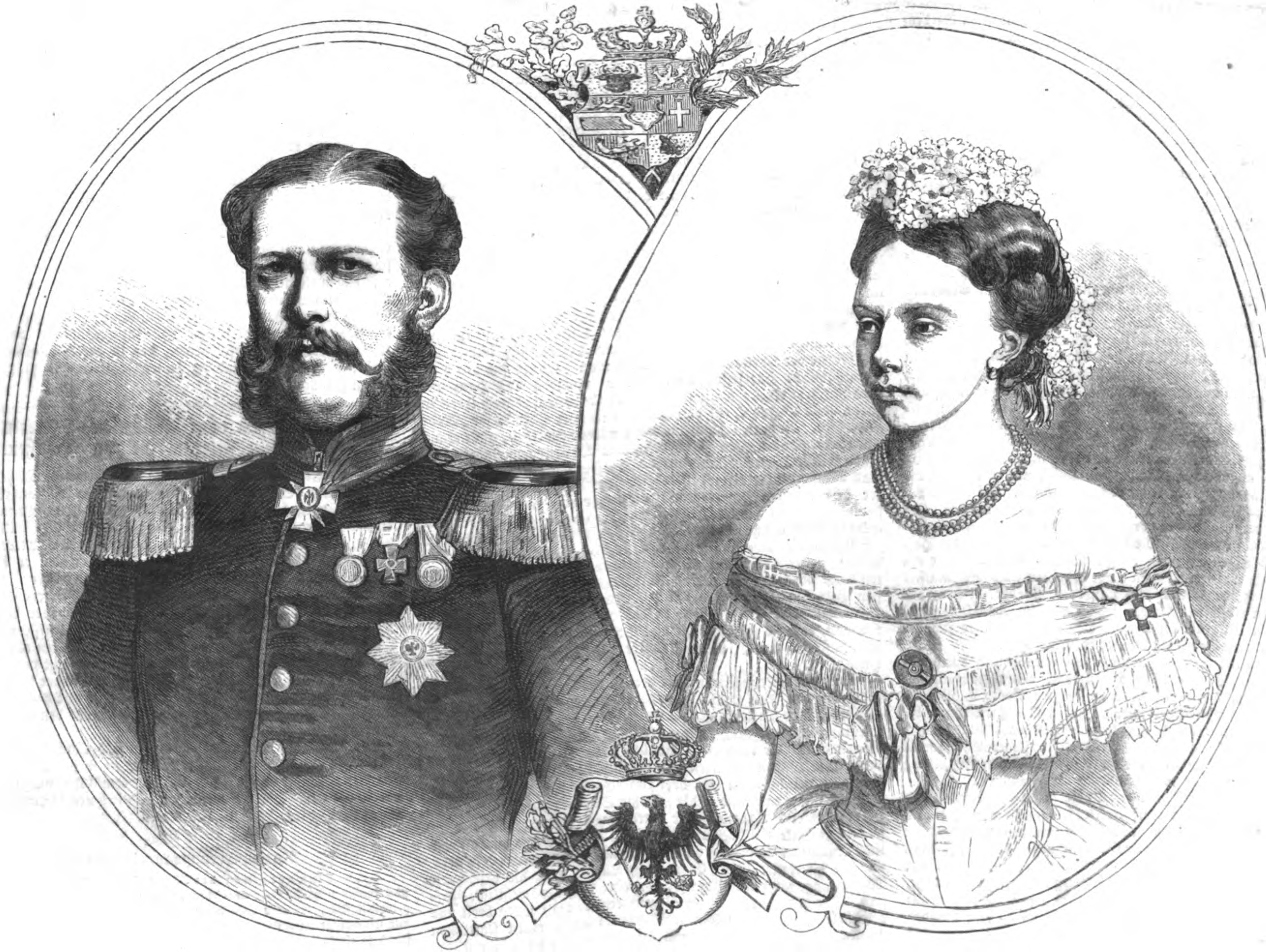
Вільгельм та Александріна, 1865

У 23-річному віці Александріна взяла шлюб із своїм кузеном, 38-річним принцом Вільгельмом Мекленбург-Шверінським. Союз не був любовною партією. Наречений був відомим гульвісою та бабієм. У придворних колах він носив прізвисько «Принц Шнапс». Багато хто дивувався, що королева Єлизавета дала дозвіл на цей шлюб. Нареченій вона презентувала багатий посаг. Вінчання відбулося 9 грудня 1865 року в Берліні. Принцеса Вікторія так писала про цю подіюː
«Весілля відзначали з великою пишнотою, але воно скидалось на похорон. Нічого святкового. Єдине, що справило приємне враження на мене, — це сама дорога Адді (Александріна). Хоч вона й плакала увесь час, однак мала такий достойний і зворушливий вигляд, якого я ніколи не бачила... Я навіть не помітила на ній усмішки. Вона не була схожою на наречену, але я маю сказати, виглядала дуже елеганто та шляхетно. Наречений увесь час виглядав настільки злим, наскільки це було можливо. Я марно шукала в ньому сліду ніжності.»
У подружжя народилася єдина донька Шарлотта (1868—1944) — дружина принца Рьойсс цу Кьостриць Генріха XVIII, а після його смерті — Роберта Шмідта, мала трьох синів від першого шлюбу.
Резиденцією подружжя був палац Бельвю у Берліні. Батьківщину чоловіка Александріна відвідувала рідко. Продовжувала підтримувати близькі зв'язки із прийомною матір'ю аж до її смерті у 1873. Шлюб принцеси виявився настільки нещасним, що вона неодноразово прагла втекти зі свого будинку і поверталася лише під тиском родичів.
Вільгельм пішов з життя у 1879 році. Після його смерті Александріна брала мало участі у сіспільному житті, переважно займаючись вихованням доньки. У 1886 році вона видала її заміж за принца Ройсс цу Кьостриць і дочекалася онуків.
Александріна пішла з життя 26 березня 1906 року в палаці Морлі в Потсдамі. Похована у каплиці Святої Крові у Шверинському соборі.